# جون غروفز قاولد
جون غروفز قاولد هو سياسي كندي، ولد في 20 أبريل 1912 في فانكوفر في كندا، وتوفي في 7 فبراير 2002 في بالم سبرينغس في الولايات المتحدة. حزبياً، نشط في BC United ‏.